# شتادتراندسیدلونگ مالشوو
شتادتراندسیدلونگ مالشوو (به آلمانی: Berlin-Stadtrandsiedlung Malchow) یک منطقهٔ مسکونی در آلمان است که در پانکوو واقع شده‌است. شتادتراندسیدلونگ مالشوو ۱٬۱۶۶ نفر جمعیت دارد.